# Paul Kipkoech
Paul Kipkoech, född 6 januari 1963, död 16 mars 1995, var en kenyansk friidrottare som tävlade i långdistanslöpning. 
Kipkoech slog igenom vid OS 1984 då han slutade på femteplats på 5 000 meter. Ännu bättre blev det vid VM 1987 då Kipkoech vann 10 000 meter. Samma år vann han även 10 000 meter vid Panafrikanska spelen. Kipkoech slutade 1988 på grund av sjukdom och avled 1995 bara 32 år gammal.